# أوليفر وشركاه
أوليفر وشركاه (بالإنجليزية: Oliver & Company) فيلم اوليفر وشركاه فيلم رسوم متحركة من إنتاج والت ديزني في أمريكا انتج عام 1988 وهو الفيلم السابع والعشرين ضمن سلسلة والت ديزني للرسوم المتحركة.

## روابط خارجية
- الموقع الرسمي
- أوليفر وشركاه على موقع IMDb (الإنجليزية)
- أوليفر وشركاه على موقع ميتاكريتيك (الإنجليزية)
- أوليفر وشركاه على موقع روتن توميتوز (الإنجليزية)
- أوليفر وشركاه على موقع نتفليكس (الإنجليزية)
- أوليفر وشركاه على موقع ألو سيني (الفرنسية)
- أوليفر وشركاه على موقع Turner Classic Movies (الإنجليزية)
- أوليفر وشركاه على موقع أول موفي (الإنجليزية)
- أوليفر وشركاه على موقع بوكس أوفيس موجو (الإنجليزية)
- أوليفر وشركاه على موقع فيلمافينيتي (الإسبانية)
- أوليفر وشركاه على موقع قاعدة بيانات الأفلام السويدية (السويدية)